# III. sbor (mobilizace 1938)
III. sbor byl vyšší jednotkou působící v sestavě 4. armády a jeho úkolem byla obrana hlavního obranného postavení (HOP) v úseku od Starého Města pod Landštejnem po Vranov nad Dyjí. Celková délka hlavního obranného postavení činila 63 km.
Velitelem III. sboru byl divizní generál Sergej Ingr.
Stanoviště velitele se nacházelo v Jihlavě.

## Úkoly III. sboru
Úkolem III. sboru byla obrana HOP ve velmi exponovaném prostoru na hranici s Rakouskem, kde byly očekávány útočné akce nepřítele ve směru na Dačice a Jemnici. Vzhledem k původně předpokládané neutralitě Rakouska nebyla tato oblast až do jara 1938 považována na prioritní ve výstavbě lehkého opevnění. Po obsazení Rakouska Německem v březnu 1938 začala i zde urychlená výstavba. Přesto však zdejší linie nedosahovala takového stupně dokončenosti jako tomu bylo v jiných oblastech. V linii 1. HOP byly rozmístěny jednotky Skupiny 2, které měly zadržet nepřítele co nejdéle a za pomoci druhosledových jednotek buď útok zcela zastavit, nebo s jejich pomocí stabilizovat situaci na 2. HOP.
Jednotky ve druhém sledu představovala jednak 14. divize, dislokovaná v okolí Třešti a 19. divize, rozmístěná v prostoru Třebíče.
Teoreticky mohl velitel 4. armády podpořit akce, probíhající v úseku III. sboru i silami 2. rychlé divize od Jaroměřic nad Rokytnou. To ale pouze za předpokladu, že by nebylo nutné její nasazení v úseku sousedního Hraničního pásma XIV.

## Podřízené jednotky

### Vyšší jednotky[1]
- Skupina 2
- 14. divize
- 19. divize

### Ostatní jednotky
- dělostřelecký pluk 106 (3 oddíly)
- dělostřelecký pluk 125 (2 oddíly)
- kanonová rota 79 (motorizovaná)
- ženijní rota 39, 40
- telegrafní prapor 53